# 利涅尔地区圣伊莱尔
利涅尔地区圣伊莱尔（法語：Saint-Hilaire-en-Lignières，法語發音：[sɛ̃.t‿ilɛʁ ɑ̃ liɲɛʁ]）是法国谢尔省的一个市镇，位于该省西南部，属于圣阿芒蒙龙区。该市镇总面积53.78平方公里，2009年时的人口为491人。

## 人口
利涅尔地区圣伊莱尔人口变化图示